# Eudule bicentraria
Eudule bicentraria är en fjärilsart som beskrevs av Herrich-Schäffer 1856. Eudule bicentraria ingår i släktet Eudule och familjen mätare. Inga underarter finns listade i Catalogue of Life.